# Saint-Michel-le-Cloucq
Saint-Michel-le-Cloucq is een gemeente in het Franse departement Vendée (regio Pays de la Loire) en telt 1206 inwoners (1999). De plaats maakt deel uit van het arrondissement Fontenay-le-Comte.

## Geografie
De oppervlakte van Saint-Michel-le-Cloucq bedraagt 17,7 km², de bevolkingsdichtheid is 68,1 inwoners per km².
De onderstaande kaart toont de ligging van Saint-Michel-le-Cloucq met de belangrijkste infrastructuur en aangrenzende gemeenten.

## Demografie
Onderstaande figuur toont het verloop van het inwonertal (bron: INSEE-tellingen).

1. ↑  Populations de référence 2022.